# Kalifornienleden

Några av de stora vagnslederna västerut från Missourifloden vid 1800-talets mitt. Kalifornienleden i rött, Oregonleden i grönt och Mormonleden i blått. Guldfälten i Kalifornien är markerade i gult.

Kalifornienleden, engelska: California Trail, var en färdväg för nybyggare genom nuvarande västra USA, som sammanband Missouriflodens städer med det som 1850 blev den amerikanska delstaten Kalifornien. Leden är omkring 1 600 miles eller 2 600 kilometer lång och löper genom det som idag är delstaterna Kansas, Nebraska, Wyoming, Utah, Idaho, Nevada och Kalifornien. 

## Sträckning
Kalifornienleden delade till en början Oregonledens och Mormonledens sträckningar på vägen västerut, uppströms längs Platte River och biflödena North Platte River och Sweetwater River. Klippiga bergen och Nordamerikanska vattendelaren korsades över South Pass.
Vid Fort Bridger följde en sträckning av leden Mormonleden åt sydväst till Salt Lake City och genom norra Utah till City of Rocks, medan ledens traditionella huvudsträckning följde Oregonleden åt nordväst genom Idaho, förbi Soda Springs längs Portneuf River till  Fort Hall som etablerats vid Snake River av Hudson Bay-kompaniet 1836. 
Vid Raft Rivers sammanflöde med Snake River tog Oregonleden av åt nordväst vidare längs Snake River, medan Kalifornienleden följde Raft River uppströms till City of Rocks, där ledens gren över Salt Lake City återanknöt till huvudsträckningen, och vidare genom nordvästra Utah och in i Nevada. Härifrån fortsatte leden längs flera mindre vattendrag till Wells, Nevada, och därifrån västerut längs Humboldt Rivers floddal. I Great Basin-öknens västra del, kallad Forty Mile Desert av nybyggarna, försvann floden ut i den torrlagda Humboldtsjön och härifrån var det en sträcka på omkring 65 kilometer genom sandöken fram till antingen Truckee Rivers eller Carson Rivers floddalar. Den sista sträckan av leden ledde längs olika rutter genom Carson Range och Sierra Nevada till norra Kalifornien.

## Historia
Den ursprungliga leden utforskades och anlades i olika etapper under 1800-talets första hälft och från omkring 1845 hade leden sin storhetstid, då tusentals nybyggare varje år gjorde resan västerut. 1859 anlades en alternativ sydlig rutt som radikalt förenklade resan, söder om Stora saltsjön genom centrala Utah och därifrån vidare genom mellersta Nevadas bergskedjor längs olika mindre vattendrag. Denna sydliga väg, kallad Central Overland Route, tillät en förkortning av restiden med omkring 10 dagar och blev snabbt den etablerade resvägen. Under de närmast följande åren etablerades reguljär diligenstrafik och Ponnyexpressen längs Central Overland Route och 1861 invigdes även den första transkontinentala telegraflinjen längs sträckan. Ytterligare förändringar av rutten och anläggandet av fasta tullvägar genom Sierra Nevadas bergspass innebar bland annat möjligheten att trafikera sträckan under större del av året, då vissa av bergspassen tidigare inte var möjliga att ta sig igenom med vagn vintertid.
Färdigställandet av den första transamerikanska järnvägen av Union Pacific och Central Pacific Railroad 1869 innebar slutet för Kalifornienledens storhetstid, då en tågresa genom hela västra USA nu endast tog 7 dagar och inte var dyrare än att de flesta nybyggare hade råd. Järnvägens rutt följde endast till mindre del Kalifornienledens sträckning, och istället valdes en rakare väg genom södra Wyoming och norra Utah.